# Banatim
Banatim este o companie producătoare de încălțăminte din Timișoara, România.
Compania este controlată de Ring Afaceri cu un pachet de peste 78% din actiuni.
În anul 2002, compania a produs circa 600.000 de perechi de încălțăminte și a avut o cifră de afaceri de circa 2,4 milioane de dolari.
Banatim deține pachetul majoritar de acțiuni (de 75,88%) din producătorul de încălțăminte Rosada Lugoj.

## Istoric
Fabrica a fost înființată în anul 1901 de către un întreprinzător austriac
sub denumirea de Fabrica de Ghete Turul.
În 1930, fabrica a fuzionat cu Fabrica de Pielărie „Frații Renner &Co” SA din Cluj.
Între anii 1930 - 1952, fabrica a purtat denumirea de Prima Fabrică de Încălțăminte din Banat SA, sau pe scurt Prima Banat SA.
Numai pentru câteva luni, în 1938, s-a numit Fabrica de Încălțăminte Bănățeana SA.
Societatea avea sediul central la Cluj și producea la Timișoara.
Din 1952, numele i-a fost schimbat în Uzinele Industriale de Stat „Nikos Beloiannis” - după numele unui comunist grec, nume pe care l-a păstrat până în 1963.
În 1963 este iarăși botezată și, până în 1991, va purta numele de Fabrica de Încălțăminte Banatul.
În perioada comunistă 80% din producție mergea la export.
În 1991 fabrica a fost înscrisă în Registrul Comerțului Timișoara sub numele de Societatea Comercială Banatim SA.